# رايثيون
رايثيون (بالإنجليزية: Raytheon)‏ هي شركة أمريكية متخصصة في أنظمة الدفاع وتعد واحدة من أكبر 10 شركات الدفاع في العالم، تأسست الشركة عام 1922 ويقع مقر إدارتها في ماساتشوستس وتبلغ عائدات الشركة 23 مليار دولار لعام 2008، وشركة ريثيون هي أكبر منتج للصواريخ الموجهة في العالم.

## عائدات شركة رايثيون
تمتلك الشركة حوالي 63000 موظف عالميًا. وتحقق حوالي 25 مليار دولار من العوائد السنوية؛ فهي تحصل على ما يزيد عن تسعين بالمائة من عائدات العقود العسكرية، وتم تصنيفها عام 2012 على أنها خامس أكبر مقاول عسكري في العالم. كما أنها تصنف على أنها رابع أكبر شركة مقاولات دفاعية في الولايات المتحدة الأمريكية من حيث الإيرادات.

## مقر رايثيون
انتقل مقر رايثيون من ليكسينغتون والواقعة في ولاية ماساتشوستس إلى والثام (ماساتشوستس) عام 2003.

## أنظمة الدفاع الصاروخية
ضمن إطار أنظمة الدفاع الأرضية قامت الشركة الأمريكية رايثيون الصاروخ الأرضي الجوي والذي له قدرة مضادة للصواريخ الباليستسة، ويأتي تكلفة الوحدة 3,000,000$. ومن جهة أخرى يتم تصنيع (أم آي أم-104 باتريوت)، وقد جاء اسمه باعتبار انه رادار لسلاح النظام. فمن المعروف أن مسمى AN / MPQ-53 يسمى في المنظومة مجموعة الرادار التي تعمل على اعتراض مرحلة الهدف " PATRIOT bacronym". وقد تم استبدال نظام باتريوت ونظام نايكي هرقل "HIMA" كأحد أنظمة الجيش الأمريكي الابتدائية العليا المتوسطة في الدفاع الجوي. كما تم استبدال نظام هوك "MIM-23"، كما حدث في نظام الدفاع الجوي التكتيكي المتوسط للجيش الأمريكي. إلى جانب تلك المهام فقد تم تنصيب باتريوت بوظيفة تابعة من نظام الجيش الأمريكي المضادة للصواريخ الباليستية، وتعد تلك هي المهمة الرئيسة للباتريوت.

## تفاصيل عن باتريوت
انتشرت أنظمة صواريخ باتريوت من قبل قوات الولايات المتحدة الأمريكية أثناء حرب العراق عام 2003، وقد تمركزت نظم قاعدتها في الكويت وقامت بتدمير عدد كبير من الصواريخ المعادية. وكان ذلك باستخدام PAC-3 في توجيه الصواريخ الجديدة المحسنة، فقد تم تجهيز باتريوت مع نظام توجيه المسار من خلال صواريخ (TVM)، فكانت تعمل على تنقل الأوامر في تصحيح المسار إلى نظام التوجيه في مركز التحكم من أجل مشاركة المحمول.
وقد تم بيع الباتريوت لكلًا من المملكة العربية السعودية، تايوان، الإمارات العربية المتحدة، إسبانيا، ألمانيا، هولندا، اليونان، الكويت. وقد انضمت لهم كوريا الجنوبية، التي تسعى لشراء عدد كبير من أنظمة الباتريوت، وقد وقعت الولايات المتحدة الأمريكية مع بولندا اتفاقية في أغسطس عام 2008 من أجل إنشاء مركز للباتريوت في بولندا، بهدف ردع الصواريخ الباليستية. وبالفعل استضافت بولندا الدورات التدريبية لقاذفات صواريخ الباتريوت، في 4 ديسمبر 2012 سمح حلف الشمال الأطلسي لنشر قاذفات صواريخ باتريوت في تركيا. وذلك من أجل حماية البلاد من الصواريخ التي تقوم بها الحرب الأهلية في دولة سوريا المجاورة وذلك بعدما تم تدميرها وأصبحت لحروب الأهلية السائدة بالمنطقة.

## رايثيون الإمارات
ترتكز علاقات رايثيون الوثيقة مع دولة الإمارات العربية المتحدة على التزامها الراسخ بتوفير حلول موثوقة في مجالات الأمن الوطني، والبنية التحتية للدفاع المدني، والتدريب، وذلك عبر تبنّي مبادرات إستراتيجية متعددة لأكثر من ثلاثة عقود.

واحتفلت الشركة في عام 2017 بالذكرى السنوية الثلاثين لشراكتها مع دولة الإمارات عبر تأسيس «ريثيون الإمارات»؛ وهي شركة تابعة مملوكة لها بالكامل تتخذ من أبوظبي مقراً لها، وتركز على مجالات الأمن السيبراني، وأجهزة التوجيه، وأنظمة الدعم والدفاع الجوي والصاروخي، بالإضافة إلى التكنولوجيا الداعمة.
وبالاستناد إلى قيم «ريثيون تكنولوجيز»، تلتزم «ريثيون الإمارات» بتوظيف المواهب الإماراتية الوطنية ضمن طواقمها الفنية وإدارتها التنفيذية. ويدعم هذا الالتزام الرؤية الاقتصادية لإمارة أبوظبي 2030 عبر تعزيز التحول الرقمي السيبراني الآمن، والمساهمة في التنويع الاقتصادي لدولة الإمارات، وتطوير قوة عاملة إماراتية على مستوى عالٍ من الكفاءة والإنتاجية.

تسعى «ريثيون الإمارات» لأن تكون شريك الدفاع الأكثر موثوقية لدولة الإمارات العربية المتحدة من خلال توفير حلول مبتكرة عالية القيمة، وتطوير معارف المواهب المحلية للارتقاء بالقدرات الوطنية الإماراتية في المجالات الدفاعية والأمنية.

ترتكز علاقة «ريثيون تكنولوجيز» القوية بدولة الإمارات العربية المتحدة على قيم مشتركة. وتعمل «ريثيون الإمارات» على تطوير القدرات الدفاعية المحلية بالاستناد إلى هذه القيم، الأمر الذي يدعم جهود الدولة لتنويع اقتصادها، وتطوير حلول تكنولوجية جديدة، وتنمية المواهب الإماراتية.

## رايثيون العربية السعودية
ريثيون العربية السعودية هي شركة مختصة بأنظمة الدفاع والفضاء والأمن السيبراني تواكب المتطلبات الدفاعية العسكرية والمدنية للمملكة العربية السعودية، وتدعم رؤيتها الاقتصادية بعيدة المدى.

تقوم الشركة - التي تتخذ من الرياض مقراً لها - بتصنيع وتجميع رادارات الدفاع الجوي والصاروخي، والأسلحة عالية الدقة، وأنظمة القيادة والتحكم، وحلول الأمن السيبراني، وتوفّر كذلك خدمات الدعم المرتبطة باستخدام تلك المنتجات. وترتكز ريثيون العربية السعودية على شراكة تمتد لأكثر من خمسين عاماً بين «ريثيون» والمملكة العربية السعودية.

تساعد ريثيون العربية السعودية على تحقيق رؤية 2030 من خلال عقد الشراكات مع الجامعات وبرامج التدريب المهني لإعداد جيل جديد من الشباب السعودي في سوق العمل. كما تساعد الشركة في توفير فرص العمل للمواطنين السعوديين، وتنويع القاعدة الصناعية للمملكة، وزيادة الفرص الاقتصادية للشركات المحلية.

## أنظمة دفاعية من إنتاج رايثيون
- طوربيد مارك 45 (MK 54)
- صواريخ سام النرويجية المتقدمة